# کلوچان (گلپایگان)
کلوچان (گلپایگان)، روستایی از توابع بخش مرکزی شهرستان گلپایگان در استان اصفهان ایران است. که مردمی خون گرم و مهمان پذیر است .

## جمعیت
این روستا در دهستان جلگه قرار دارد و براساس سرشماری مرکز آمار ایران در سال ۱۳۸۵، جمعیت آن ۳۶۸ نفر (۱۲۵خانوار) بوده‌است. این روستا طی سال های اخیر همچنان دچار خشک سالی بود و رفته رفته مهاجرت و کوچ به شهر ها توسط جوانان از روستا بوده بازگشت چندین سال بی آبی در حوزه کشائرزی این روستا بلاخره در سال 1400 با کمک مردم و حمایتی که مردم روستا از منابع آب روستا داشتن توانستن سیستم آبیاری قدیمی را حذف و به روش های نوین روی آورند  که اکنون با توجه به بازگشت آب به زمین های کشاورزی جمعیت این روستا در حال رشد است.